# South Asian Beach Games 2011/Beachhandball
Beachhandball wurde bei den South Asian Beach Games 2011 gespielt. Es waren die bislang einzigen Südasien-Strandspiele und damit ist es bislang auch die einzige Meisterschaft für Nationalmannschaften in der Region Asiens.
Es wurde 2011 nur ein Wettbewerb für Männer-Nationalmannschaften durchgeführt. Anders als ursprünglich geplant gab es keine Play-offs, sondern das Ergebnis nach der Gruppenphase, die in einem Jeder-gegen-Jeden-System ausgetragen wurde. Da am Ende zwei Mannschaften Punktgleich an der Spitze standen, wurden zwei Goldmedaillen vergeben. Anders als allgemein üblich rückte die drittplatzierte Mannschaft auf den Silbermedaillenrang nach, die viertplatzierte Mannschaft gewann Bronze. Die gemeinsamen Goldmedaillengewinner Indien und Pakistan trafen im letzten Spiel des Wettbewerbs direkt aufeinander. Nachdem beide Mannschaften je einen Durchgang gewonnen hatten, ging das Spiel in den Shootout. Nachdem auch dieser nach dem ersten Durchlauf 4:4-Unentschieden stand, verständigte man sich darauf, das Spiel Unentschieden zu werten.

## Turnier
| Rang | Team        | Spiele | Spiele | Spiele | Spiele | Sätze | Sätze | Sätze | Sätze | Tore    | Tore | Punkte |
| Rang | Team        | Sp     | S      | N      | U      | G     | V     | U     | +-    | T       | +-   | Punkte |
| ---- | ----------- | ------ | ------ | ------ | ------ | ----- | ----- | ----- | ----- | ------- | ---- | ------ |
| 1    | Pakistan    | 4      | 3      | 0      | 1      | 7     | 1     | 1     | +6    | 173:102 | +71  | 7      |
| 2    | Indien      | 4      | 3      | 0      | 1      | 7     | 2     | 1     | +5    | 119:93  | +26  | 7      |
| 3    | Afghanistan | 4      | 2      | 2      | 0      | 4     | 4     | 0     | ±0    | 119:120 | -1   | 4      |
| 4    | Sri Lanka   | 4      | 1      | 3      | 0      | 3     | 6     | 0     | -3    | 110:125 | -15  | 2      |
| 5    | Nepal       | 4      | 0      | 4      | 0      | 0     | 8     | 0     | -8    | 53:134  | -81  | 0      |

| 11. Oktober | Sri Lanka   | – | Nepal       | 2:0 (21:8, 14:2)        |
| 11. Oktober | Indien      | – | Afghanistan | 2:0 (12:8, 14:8)        |
| 11. Oktober | Pakistan    | – | Nepal       | 2:0 (25:9, 16:5)        |
| 11. Oktober | Indien      | – | Sri Lanka   | 2:1 (20:9, 10:13, 1:0)  |
| 12. Oktober | Afghanistan | – | Pakistan    | 0:2 (11:25, 17:18)      |
| 12. Oktober | Nepal       | – | Indien      | 0:2 (5:10, 4:14)        |
| 12. Oktober | Pakistan    | – | Sri Lanka   | 2:0 (21:9, 22:13)       |
| 12. Oktober | Nepal       | – | Afghanistan | 0:2 (14:18, 6:16)       |
| 13. Oktober | Sri Lanka   | – | Afghanistan | 0:2 (18:23, 13:18)      |
| 13. Oktober | Indien      | – | Pakistan    | 1:1 (16:26, 18:16, 4:4) |